# Arjan El Fassed
Arjan El Fassed (Vlaardingen, 5 de agosto de 1973) es un expolítico neerlandés y activista de derechos humanos, además de cooperante en la ayuda al desarrollo. Como miembro de GreenLeft (GroenLinks), fue diputado del 17 de junio de 2010 al 19 de septiembre de 2012. Se centró en temas de ayuda al desarrollo, política exterior, derechos digitales, datos abiertos y transparencia.

## Biografía
El Fassed estudió ciencias políticas en la Universidad de Leiden y trabajó como lobista y asesor de varias organizaciones humanitarias y de derechos humanos, entre otras, la Palestinian Society for the Protection of Human Rights (también conocida como LAW), la Organización Intereclesiástica para la Cooperación al Desarrollo (ICCO), Oxfam Novib como así como Oxfam Internacional.
Es cofundador de The Electronic Intifada (EI), un sitio web que pretende proporcionar un punto de vista palestino sobre el conflicto palestino-israelí. Dejó de participar en el sitio en 2009.
En 2007, El Fassed participó en una parodia de una carta supuestamente escrita por Nelson Mandela al periodista del New York Times, Thomas Friedman. El memorando hacía una comparación entre el apartheid sudafricano y el trato de Israel a los palestinos. La misiva fue ampliamente citada incluso por el expresidente estadounidense Jimmy Carter. En 2007, el escritor político Joel Pollack informó que la carta había sido redactada por El Fassed, quien finalmente escribió su propia publicación en el blog reconociendo que el memorándum era en realidad una creación suya.
De junio de 2010 a septiembre de 2012 fue miembro de la Cámara de Representantes de los Países Bajos. Desde 2013 es director de Open State Foundation, una organización sin ánimo de lucro con sede en Países Bajos que promueve la transparencia democrática, la rendición de cuentas y la participación con el desarrollo de plataformas en línea y fomenta el desbloqueo y la reutilización de datos (gubernamentales) abiertos.

## Premios
- Fair Politician of the Year 2010-2011, que concede la Fundación Evert Vermeer.